# Muehlenbeckia andina
Muehlenbeckia andina är en slideväxtart som beskrevs av J. Brandbyge. Muehlenbeckia andina ingår i släktet sliderankor, och familjen slideväxter. Inga underarter finns listade i Catalogue of Life.